# Rossen (Burgas)
Rossen (bulgarisch Росен) ist ein bulgarisches Dorf in der Gemeinde Sosopol, Provinz Burgas. Das Dorf liegt am Rossen-Fluss (Zufluss des Ropotamo) an den Westhängen des 228,5 m hohen Gipfels Großer Rossen (⊙), der Teil der Hügelkette Meden rid, bzw. des Strandscha-Gebirges ist. In der Nähe befinden sich auch der Gipfel Bakarlak mit den Resten der spätantiken Festung Krimna und der Gipfel Ala tepe sowie die Minensiedlung Rossen. Bis 1934 trug das Dorf den Namen Mehmeç köy (bulg. Мехмеч кьой). Heute trägt das Dorf den Namen des Schriftstellers Petko Rossen.
Durch Rossen führt die Nationalstraße 3. Ordnung III/992, welche Burgas im Norden mit Jasna Poljana und mit Primorsko im Süden verbindet. Das Dorf liegt ca. 22 km nordwestlich des Gemeindezentrums Sosopol und ca. 10 km südlich der Großstadt Burgas. Eine direkte Straßenverbindung zum Gemeindezentrum gibt es nicht, diese erfolgt über Rawadinowo.
In Rossen wurde 1830 die erste neuzeitliche Schule der heutigen Gemeinde Sosopol eröffnet und in ihr wurde nach der Lancaster-Methode unterrichtet. 1882 wurde die Georgkirche mit typischen Ikonen aus dem Strandscha-Gebirge eingeweiht. Die Kupfermine Rossen an den Osthängen der Gipfel Großer Rossen und Bakarlak wurde in den 1990ern geschlossen.
Am 24. Mai findet das Dorffest statt.